# Larry Gagosian
Larry Gagosian (Los Ángeles, 19 de abril de 1945) es un galerista y marchante estadounidense.

## Biografía
Comerciante de arte estadounidense, posee orígenes armenios. Es propietario de la cadena de galerías Gagosian. Tres están situadas en la ciudad de Nueva York (en avenida Madison, West 24th St. y 21st St.); una en Beverly Hills; dos en Londres (en Britannia St. y Davies Streets); una en Roma (en vía Francesco Crispi); una en París (en rue de Ponthieu); una en Ginebra; una en Hong Kong y una en Atenas. 
Gagosian empezó comerciando cerca de la ciudad universitaria de la UCLA en Los Ángeles. Al inicio de los años 80 desarrolló rápidamente su comercio explotando la posibilidad de revender con fuertes ganancias las obras de arte de artistas modernos y contemporáneos.

## Artistas representados
Entre las propiedades y los artistas actualmente representados de Gagosian aparecen nombres como  Richard Artschwager, Cecily Brown, Chris Burden, Francesco Clemente, John Currin, Walter de Maria, Ellen Gallagher, Douglas Gordon, Damien Hirst, Howard Hodgkin, Neil Jenney, Mike Kelley, Anselm Kiefer, Maya Lin, Verdadera Lutter, Edward Ruscha, Jeff Wall, Jenny Saville, Richard Serra, David Smith, Philip Taaffe, Mark Tansey, Robert Therrien, Cy Twombly, Francesco Vezzoli, Andy Warhol y Richard Wright.
En 2004, la revista británica Art review clasificaba a Larry Gagosian como el marchante de arte más importante del mundo. Según la revista francesa Journal des Arts, entre las 100 personalidades más influyentes en el mundo del arte en todo el planeta, Gagosian fue considerado la personalidad «más influyente» en el arte a nivel mundial en el 2011.